# Romanian Open 1999
Il Romanian Open 1999 è stato un torneo di tennis giocato sulla terra rossa. È stata la 7ª edizione del Romanian Open, che fa parte della categoria International Series nell'ambito dell'ATP Tour 1999.
Si è giocato all'Arenele BNR di Bucarest in Romania, dal 27 settembre al 3 ottobre 1999.

## Campioni

### Singolare
Alberto Martín ha battuto in finale  Karim Alami con il punteggio di 6–3, 6–2

### Doppio
Lucas Arnold Ker / Martín García hanno battuto in finale  Marc-Kevin Goellner /  Francisco Montana con il punteggio di 6–3, 2–6, 6–3